# 石川流宣

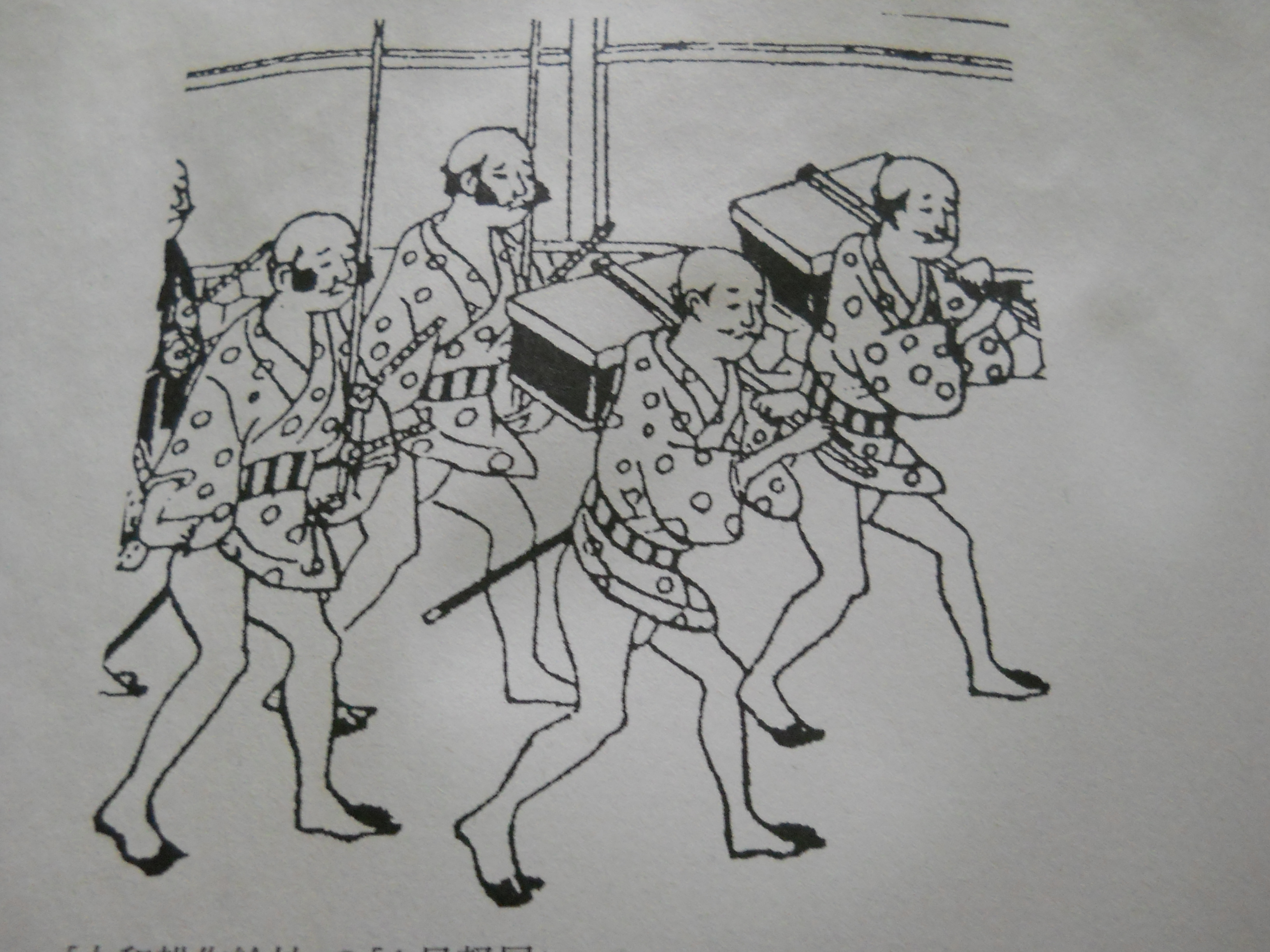
『大和耕作絵抄』（部分） 大名行列先頭の中間。

石川 流宣（いしかわ とものぶ、生没年不詳）とは、江戸時代の浮世絵師。

## 来歴
師系不明。作は菱川師宣または杉村治兵衛の画風とされている。姓は石川、名は俊之。俗称伊左衛門。画俳軒、河末軒流舟と号す。戯作名は踊鶯軒。『江戸図鑑綱目 乾』（元禄2年〈1689年〉刊行）の「浮世絵師」の項に「浅草 石川伊左衛門俊之」としてその名が見え、浅草に住んでいたことが知られる。作画期は貞享から正徳の頃にかけてで、元禄期の主要な絵師の一人といわれている。作は主に好色本、地誌など版本の挿絵を描き、戯作も執筆する。一枚絵はあまりないが、『増訂浮世絵』によれば流宣の一枚絵で「元禄頃と思はれる単純素朴な傘をさした版画」があるという。
また日本図、世界図、江戸図の木版地図の作画を手がけており、それらは「流宣図(りゅうせんず)」と呼ばれている。特に、芸術性と実用性とを備えた日本図は長久保赤水が登場するまで流行し、『日本海山潮陸図』は安永七年（1778年）まで、約90年、再版された。

## 作品
- 『好色江戸紫』 貞享3年（1686年）刊行 ※古山師重挿絵、流宣作
- 『本朝図鑑綱目』 貞享4年刊行
- 『万国総界図』 元禄元年（1688年）刊行
- 『江戸図鑑綱目 乾』（石川俊之 作・画、元禄2年刊行）相模屋太兵衛、1689年。
- 『江戸図鑑綱目 坤』（石川俊之 作・画、元禄2年刊行）相模屋太兵衛、1689年。
- 『日本鹿子』 磯貝舟也作、元禄4年（1691年）刊行 ※地誌
- 『日本海山潮陸図』（元禄4年刊行）相模屋太兵衛、1691年。
- 『日本海山潮陸図』（元禄4年刊行）相模屋太兵衛、1691年。（全体図）
- 『日本海山潮陸図』 元禄4年刊行
- 『日本山海図道大全』 元禄16年（1703年）刊行
- 『分道江戸大絵図』 宝暦6年（1756年）刊行
- 『吉原大黒舞』 宝永6年（1709年）刊行 ※吉原の評判記
- 『大和耕作絵抄』 刊行年不明、元禄初期か
- 『枝珊瑚珠』 刊行年不明
- 『勝詞記咄大鑑』 刊行年不明 ※菱川師宣挿絵、流宣作
- 「市野屋」 墨摺絵、枕絵組物の内 ※師重との合作